# Østasiatisk birk
Østasiatisk birk (Betula davurica) er et mellemstort, løvfældende træ med en grålig bark, som flosser op i store flager. Træet er fuldt hårdført, men bruges mest i parker og arboreter.

## Kendetegn
Østasiatisk birk er et mellemstort, løvfældende træ med en opret, noget kroget vækst og opstigende hovedgrene. Barken er først rødbrun med tottet hårbesætning. Senere bliver den mørkebrun, blank og hårløs, men træt besat med harpikskirtler. Gamle grene og stammer får efterhånden en brunsort, skorpet bark. Knopperne sidder spredt stillet, og de er spidse og grønne med brune skælkanter. Bladene er ægformede med uregelmæssig og dobbelt savtakket rand. Oversiden er mørkegrøn og glat, mens undersiden er lyst grågrøn med harpikskirtler langs bladribberne. Blomstringen foregår juni-juli, hvor man finder de hunlige blomster samlet i oprette eller overhængende, smalt cylindriske rakler, mens de hanlige blomster sidder samlet i lange, hængende rakler. Blomsterne er reducerede, som det ofte ses hos vindbestøvede planter. Frugterne er nødder, der er forsynet med tynde vinger.
Rodsystemet består af højtliggende og flad strygende hovedrødder, der ofte er sammenvoksede. Siderødderne er ligeledes højtliggende.
Træet når i sin hjemegn en højde på ca. 20 m og en kronediameter på ca. 12 m.

## Hjemsted
Østasiatisk birk har sit naturlige hjemsted i et stort område, der rækker fra Centralasien over Sibirien til Russisk Fjernøsten, Korea, Kina og Japan. Overalt optræder arten i blandede løv- og nåleskove eller rene nåleskove, hvor den vokser på sydhæld blandt bjerge og klippefyldte skråninger.
I løss-områderne nord og nordvest for Beijing findes den i åbne skove sammen med bl.a. Hjertetræ, almindelig kejserbusk, perlebusk, bulet dværgmispel, bungefyr, ellebladet røn, håret glansmispel, kinesisk løn, kinesisk poppel, Larix russica, pagodetræ, sibirisk gran, skyrækker, småbladet buddleja, Syringa sweginzowii og vinget benved

## Galleri
|  |  |
|  |  |

## Note
1. ↑  Arboretum Main-taunus: Nördliche Zone Chinas Arkiveret 27. marts 2014 hos  Wayback Machine - meget oversigtsmæssig liste, dog med et udbredelseskort, på (tysk)